# Animation influencée par l'anime
L'animation d'influencée par l'anime, également appelée « animesque »[réf. nécessaire], désigne un genre d'œuvres animées non japonaises qui présentent des similitudes avec les dessins animés japonais, soit par inspiration directe, soit par des éléments visuels similaires à ceux des anime. Généralement, le terme « anime » fait référence au style d'animation originaire du Japon. À mesure que l'anime japonais gagnait en popularité, les studios d'animation occidentaux ont commencé à incorporer certaines stylisations visuelles caractéristiques de l'anime, telles que des expressions faciales exagérées et des versions « super déformées » des personnages.
Bien qu'en dehors du Japon, le terme « anime » soit généralement utilisé pour désigner l'animation originaire du Japon ou un style d'animation spécifique diffusé dans ce pays, caractérisé par des graphismes colorés, des personnages vibrants et des thèmes fantastiques,, un débat persiste sur la question de savoir si l'approche culturellement abstraite de la signification du mot peut ouvrir la possibilité de produire des œuvres animées dans d'autres pays que le Japon,,.

## Amériques

### États-Unis

#### Télévision
L'une des premières initiatives notables de sociétés américaines pour créer une série visuellement inspirée de l'anime a été The King Kong Show à la fin des années 1960 et au début des années 1970. Cette série était le fruit d'une collaboration entre Toei Animation au Japon et Videocraft en Amérique. Le résultat a été une animation adoptant le style visuel de l'anime et le thème japonais du Kaijū, tout en incorporant le style caricatural propre à l'ère Hanna-Barbera dans l'animation télévisée américaine. De même, la série précédente de Hanna-Barbera, Frankenstein Jr. (en), s'est fortement inspirée de la série animée Gigantor, bien que son style artistique soit plus proche de celui des autres dessins animés américains de l'époque. Un exemple précoce similaire serait Johnny Cypher in Dimension Zero (en).
Toei Animation a continué ce type de collaboration avec la série télévisée Transformers, diffusée dans les années 1980. Bien que l'animation ait été réalisée par Toei Animation, la série a été produite par et pour un public américain. Transformers a exhibé de nombreuses influences et éléments de l'anime, notamment une histoire, des thèmes et un style rappelant l'anime mecha.
Cette tendance s'est maintenue tout au long des années 1980, avec des séries telles que Le Sourire du dragon, de nouveau coproduites par Toei Animation. Pendant les décennies 1980 et 1990, de nombreuses émissions américaines ont été déléguées à des animateurs japonais, notamment TMS Entertainment. Cette société d'animation a travaillé sur des productions télévisées populaires telles que  X-Men, Les Tortues Ninja, Cosmocats, Inspecteur Gadget, SOS Fantômes, Blondine au pays de l'arc-en-ciel, Tiny Toon Adventures, La Bande à Picsou, Tic et Tac, les rangers du risque, Super Baloo, Myster Mask, Animaniacs et Spider-Man. La plupart de ces séries ne présentaient pas visuellement ou thématiquement de similitudes avec l'anime japonais, bien que Super Baloo se soit inspiré du manga Hikōtei Jidai de Hayao Miyazaki datant de 1989.
Au cours des années 1990, certains dessins animés américains ont commencé à refléter une nette influence de l'anime, bien qu'aucun artiste japonais ne soit directement impliqué dans ces projets. Des illustrations de cette tendance sont observables dans des émissions diffusées sur Cartoon Network, telles que Les Supers Nanas et Le Laboratoire de Dexter, ainsi que dans l'émission diffusée sur Disney Channel, Kim Possible.
D'autres exemples notables de séries animées influencées par l'anime comprennent Batman : la série animée, qui a effectivement fait l'objet d'une sous-traitance partielle à des artistes japonais, ainsi que Gargoyles, Teen Titans, The Boondocks, Megas XLR et Batman. Batman, la relève présentait également des caractéristiques de l'anime, avec certains de ses processus de production sous-traités au Japon. L'émergence des stylisations d'anime japonais dans l'animation occidentale a remis en question la signification établie du terme « anime ».
Glen Murakami a exercé une influence significative en inspirant des dessins animés américains avec des éléments japonais. Sa collaboration avec Bruce Timm sur Batman et sa suite Batman, la relève a été marquante. En intégrant le style angulaire et incisif de Timm tout en mêlant ses propres influences personnelles, la série a acquis des éléments cyberpunk et de science-fiction avec une touche japonaise.
Le producteur de télévision américain Sam Register, connu pour ses créations inspirées de l'anime telles que Ben 10: Alien Force et Hi Hi Puffy AmiYumi, a également travaillé aux côtés de Murakami pour concevoir l'émission télévisée Teen Titans en 2003, donnant ainsi naissance à un style unique appelé « murakanime ». En 2004, Murakami a également produit Batman, qui a présenté une influence anime encore plus prononcée que son prédécesseur Batman, la relève.
Super Robot Monkey Team Hyperforce Go! marque la première série originale de Jetix produite par des artistes japonais, adoptant un concept d'anime pour ses personnages, y compris une séquence de transformation pour le protagoniste principal, Chiro. Le créateur de la série, Ciro Nieli, ancien réalisateur de Teen Titans, a par la suite assumé le rôle de showrunner pour Les Tortues Ninja (2012), intégrant également des moments inspirés de l'anime, notamment dans les réactions des personnages. De plus, la série présente une parodie de l'anime Voltron tout au long de sa deuxième saison, intitulée Super Robo Mecha Force Five!
La sitcom américaine The Boondocks présente de nombreuses caractéristiques stylistiques de l'anime et incorpore des combats de style japonais. Cette influence est particulièrement visible dans de nombreuses scènes, où des styles d'épées japonaises sont utilisés.
La série Web RWBY, produite par la société basée au Texas Rooster Teeth, adopte un style artistique fortement influencé par l'anime et a été qualifiée d'anime américain par plusieurs sources. Lorsque la série a obtenu une licence pour une diffusion au Japon, AdWeek a couvert l'événement en titrant « L'anime de fabrication américaine de Rooster Teeth obtient une licence au Japon ». Matt Hullum, PDG de Rooster Teeth, a commenté cet accord de licence en déclarant : « C'est la première fois qu'un anime fabriqué aux États-Unis est commercialisé au Japon. Cela fonctionne généralement dans l'autre sens, et nous en sommes vraiment ravis ». En 2013, Monty Oum, le créateur de RWBY, a souligné le caractère universel de l'art de l'anime en déclarant : « Certains pensent que, tout comme le scotch doit être fabriqué en Écosse, une entreprise américaine ne peut pas faire d'anime. Je pense que c'est une façon étroite de voir les choses. L'anime est une forme d’art, et dire qu’un seul pays peut créer cet art est une erreur. » Cette citation reflète une perspective ouverte sur la diversité culturelle dans la création artistique, défiant les notions traditionnelles sur la provenance de l'anime.
En 2015, Netflix a fait part de son intention de produire des anime, élargissant ainsi son offre de contenu et offrant un canal de distribution plus accessible aux marchés occidentaux.
En 2023, la série Scott Pilgrim prend son envol, développée pour Netflix par l'auteur canadien Bryan Lee O'Malley et BenDavid Grabinski, mélange le style de la bande dessinée occidentale avec des éléments d'animes, tels que les grands yeux expressifs des personnages, leurs expressions faciles exagérées, les séquences de combat de shōnen, ou encore une scène de fille en retard avec un morceau de pain. O'Malley reconnait volontiers que les animes ont eu une énorme effluence sur lui lorsqu'il était adolescent, et qu'en travaillant sur Scott Pilgrim il avait cherché à « créer un hybride » entre son style américain et le manga qu'il avait vu et étudié. La présence du studio d'animation japonais Science SARU à la production de l'animation apporte également une influence asiatique à une histoire originale pourtant profondément canadienne.
La définition de l'anime en tant que style a été controversée parmi les fans, John Oppliger affirmant : « L'insistance à qualifier l'art américain original de « anime » ou « manga » prive l'œuvre de son identité culturelle. D'un autre côté, des séries telles qu'Avatar, sa suite et Voltron, le défenseur légendaire ont suscité davantage de débats sur la question de savoir si ces œuvres devraient être considérées comme des « anime », et si l'approche culturellement abstraite de la signification du mot pourrait ouvrir la possibilité de produire des anime dans des pays autres que le Japon. Alors que certains Occidentaux considèrent strictement l'anime comme un produit d'animation japonais, certains chercheurs suggèrent que définir l'anime comme spécifiquement ou par excellence japonais pourrait être associé à une nouvelle forme orientalisme, certains fans et critiques plaidant pour que le terme soit défini comme un « style » plutôt que comme un produit national, ce qui ouvre la possibilité de produire des anime dans d'autres pays. »

#### Film
La production de The Animatrix a débuté lorsque les Wachowski ont rencontré certains des créateurs de films d'animation qui avaient exercé une forte influence sur leur travail, et ont décidé de collaborer avec eux.
L'anime japonais a influencé les productions Disney, Pixar et DreamWorks. Glen Keane, l'animateur de films à succès Disney tels que Taram et le Chaudron magique (1985), La Petite Sirène (1989), La Belle et la Bête (1991), Aladdin (1992) et Raiponce, a crédité Hayao Miyazaki comme une « énorme influence » sur les films d'animation de Disney depuis Bernard et Bianca au pays des kangourous (1990). Gary Trousdale et Kirk Wise, les réalisateurs de films Disney tels que La Belle et la Bête, Le Bossu de Notre-Dame (1996) et Atlantide, l'empire perdu (2001), sont des fans d'anime et ont cité les œuvres de Miyazaki comme une influence majeure sur leur propre travail. L'influence de Miyazaki sur Disney remonte à Basil, détective privé (1986), qui a été influencé par le film Lupin III et Le Château de Cagliostro (1979), et qui à son tour a ouvert la voie à la Renaissance Disney,.
De manière controversée, Le Roi Lion (1994) de Disney a été accusé de plagiat de la série animée des années 1960  d'Osamu Tezuka, Le Roi Léo, en raison de nombreuses similitudes entre les deux œuvres. Cette accusation a suscité une protestation lors de la sortie des deux productions au Japon, bien que Disney ait nié toute forme de plagiat,. La controverse entourant Kimba et Le Roi Lion a été parodiée dans un épisode des Simpsons datant de 1995. Un incident similaire a également entouré un autre film de Disney, Atlantide, l'empire perdu, qui aurait été accusé de plagier la série animée du Studio Gainax Nadia, le secret de l'eau bleue (1990). Les réalisateurs d'Atlantis, Gary Trousdale et Kirk Wise, ont réfuté cette allégation, tout en reconnaissant les films de Miyazaki comme une influence majeure sur leur travail.
Le travail de Miyazaki a exercé une profonde influence sur le cofondateur de Pixar, John Lasseter, qui a partagé comment cette influence a marqué sa vie et son œuvre dès qu'il a découvert Le Château de Cagliostro. De même, Pete Docter, réalisateur de films populaires chez Pixar tels que Monstres et Cie (2001) et Up (2009), ainsi que co-créateur d'autres œuvres Pixar, a également reconnu l'anime, en particulier l'œuvre de Miyazaki, comme une source d'inspiration pour son travail. Jennifer Lee et Chris Buck ont cité l'influence des productions animées de Miyazaki sur La Reine des neiges (2013), soulignant qu'ils ont été inspirés par le sens de « l'aventure épique et cette grande portée et ampleur, puis l'intimité de personnages drôles et excentriques ». Chris Sanders et Dean DeBlois ont évoqué les thèmes d'évasion et pacifistes de Miyazaki comme source d'inspiration pour la création de Dragons (2010). Joel Crawford, le réalisateur du Chat Potté 2 (2022), a mentionné Akira (1988) comme une influence majeure sur la conception des personnages et l'action du film. De plus, le film a opté pour l'animation 2D afin de « mettre en valeur la touche personnelle de l'animation dessinée à la main que l'on retrouve dans l'anime traditionnel », comme l'a souligné Jazz Tangsay de Variety.

## L'Europe

### France
La série WITCH, une coproduction internationale franco-américaine mettant en scène des magical girls, a été remarquée pour son style visuel influencé par l'anime,. Le réalisateur de la première saison, Marc Gordon-Bates, a mentionné des animes tels que Evangelion comme source d'inspiration pour le design. Cette série animée est basée sur les bandes dessinées italiennes du même nom, qui, à leur tour, sont dessinées selon les conventions du manga, se démarquant ainsi du style plus arrondi traditionnellement utilisé par l'éditeur et coproducteur Disney. Le coproducteur exécutif Olivier Dumont a souligné que l'animation de haute qualité visait à rester fidèle aux illustrations détaillées de la série de bandes dessinées.
Les producteurs de l'anime français Code Lyoko, l'une des œuvres les plus réussies de l'anime européen, ont clairement affirmé dans leur introduction que la série était : « Influencée par la poésie et l'impact visuel de l'animation japonaise, la série propose un univers graphique particulièrement original et fort."

### Espagne
En 2018, Movistar+ a diffusé Virtual Hero, une série d'animation espagnole créée par le Youtubeur El Rubius. Elle a été qualifiée de « premier anime de l’histoire espagnole ». Par ailleurs, l'original de Netflix, The Idhun Chronicles, basé sur la saga de livres Idhun écrite par Laura Gallego et lancé en 2021, présente également une animation de style anime.

### Autres pays européens
Certaines séries coproduites par la France, l'Italie et le Canada ont également été influencées par l'anime, comme Totally Spies! , Martin Mystère et Team Galaxy.
Le style visuel de la série animée italienne Winx Club est un mélange d'éléments européens et japonais, et également très similaire au sous-genre des magical girls.

## Asie

### Moyen-Orient
La série télévisée produite par les Émirats et les Philippines appelée Torkaizer est surnommée le « premier spectacle d'animation du Moyen-Orient », inspirée de la franchise médiatique japonaise de mecha' Gundam, et est actuellement en production, qui est actuellement à la recherche de financement.

### Asie du Sud-Est
En juin 2021, la série télévisée singapourienne d'influence anime, Trese, est sortie sur Netflix. Il s'agit d'une adaptation de la série de bandes dessinées philippines du même nom produite par South East Asian BASE Entertainment.

## Coproductions avec le Japon
Parfois, les séries animées sont développées sous forme de coproductions purement internationales entre le Japon et un ou plusieurs autres pays, au lieu d'avoir une influence stylistique. Dans les années 1980, il y a eu des productions nippo-européennes telles que Ulysse 31, Les Mystérieuses Cités d'Or, Les Trois Mousquetaires, Sherlock Holmes et Le Livre de la Jungle . Des exemples plus récents de coproductions canadiennes et françaises incluent Cybersix (1999) ainsi que Ōban, Star-Racers et Spider Riders, tous deux datant de 2006.
Ōban Star-Racers est reconnu comme l'une des productions européennes présentant une forte ressemblance avec l'anime. Bien que la majorité des directeurs créatifs et des scénaristes soient français, l'équipe de production a déménagé à Tokyo pour collaborer avec une équipe de production japonaise.
Des séries animées telles qu'Oban Star-Racers et Code Lyoko, tout comme Avatar, suscitent des débats parmi certains critiques et fans quant à la définition du terme anime. Certains argumentent qu'il devrait être défini comme un « style » plutôt que comme un produit national, ce qui ouvre la possibilité de produire des animés dans d'autres pays.
Une série télévisée animée japonaise-philippine, Barangay 143 (en), est  diffusée sur le réseau GMA en 2018.
En avril 2020, un studio d'Arabie saoudite nommé Manga Production a annoncé la sortie de The Journey and Future's Folktales, coproduit avec Toei.
Pacific Rim: The Black, une adaptation animée américano-japonaise du film du même nom réalisée par Legendary Television, coproduite avec Polygon Pictures, sortie en mars 2021.

## Dans la publicité
La publicité américaine de la chaîne de restauration rapide Taco Bell, intitulée Taco Bell Fry Force, présente de nombreuses caractéristiques de style anime, en particulier celles que l'on retrouve dans les anime mecha japonais tels que Gundam. Elle met en scène plusieurs séquences illustrant les styles de combat caractéristiques des Gundam.
Le jeu vidéo d'action sportive Odyssey Interactive Omega Strikers tire son inspiration animée de sa vidéo publicitaire de lancement, réalisée par le studio japonais Trigger pour célébrer la sortie initiale du jeu.
La société bulgare de jus Florina a créé des mascottes au style anime pour chacune de ses saveurs de jus, appelées Flo Force. Ces mascottes ont été mises en avant lors de nombreuses activités destinées aux jeunes.